# ورودی آبراهه بزرگ، ونیز
ورودی آبراهه بزرگ، ونیز (به انگلیسی: The Entrance to the Grand Canal, Venice) نام یک نقاشی رنگ روغن اثر هنرمند ونیزی کانالتو است. این نقاشی که در حدود سال ۱۷۳۰ میلادی نقاشی‌شده، یک نقاشی منظره‌نگاری روکوکو با اندازه‌های ۴۹/۶ در ۷۳/۶ سانتی‌متر است. این اثر توسط سارا کمبل بلفر اهدا شد و هم‌اکنون به‌عنوان بخشی از مجموعه یادبود رابرت لی بِلَفر در موزه هنرهای زیبای هیوستون نگهداری می‌شود.